# 590-ті до н. е.

## Події

### Рим
Царем Риму був напівлегендарний Луцій Тарквіній Пріск.

### Греція
- У 594 році до н. е. архонтом-епонімом Афін обрали Солона, який розробив низку законів.
- Тираном Сікіону став на початку 590-тих років до н. е. Клісфен Сікіонський
- Близько 595 року до н. е. почалася Перша Священна війна проти міста Кірри, мешканці якого намагалися стягувати данину за подорож у священне для греків місто Дельфи.
- Царем грецького царства Кирена в Африці був Аркесілай I.

### Близький Схід та Єгипет
Царем Лідії був Аліатт II.
Царем Вавилону був Навуходоносор II. У Вавилоні відбулося короткочасне повстання у 595 чи 594 році до н. е. 
Протягом десятиліття відбувся остаточний занепад держави Урарту.
Царем Юдеї був Йоаким до 598 року до н. е. Він був вбитий чи помер перед захопленням вавилонською армією Єрусалиму. Царем став його син Йоахин, але невдовзі його захопили та відвезли до Вавилону. Царем між 598 та 596 року став брат Йоакима Седекія. 
Фараоном Єгипту був Нехо II до приблизно 595 року до н. е., йому спадкував Псамметіх II, який одразу почав готуватися до війни з Вавилоном. Близько 591 року до н. е. Псамметіх разом з флотом і військами раптово з'явився у Біблі, нібито з релігійною метою, але скоріш для підбурювання місцевих мешканців до повстання проти Вавилону. Близько 591 року до н. е. єгипетська армія атакувала столицю Кушського царства Напату, що примусило невдовзі перенести столицю вглиб країни.

### Китай
У Китає триває період Чуньцю.

## Персоналії

### Діяльність
- Сапфо, давньогрецька поетеса

### Народились
- за традицією близько 599 до н. е., Магавіра, індійський філософ, засновник джайнізму